# Уиллоу (Оклахома)
Уиллоу (англ. Willow) — город в США, в округе Грир штата Оклахома. Население — 119 человек (2020).

## География
Уиллоу расположен по координатам 35°03′05″ с. ш. 99°30′36″ з. д. (35.051440, -99.509979). Согласно Бюро переписи населения США, город имеет площадь 0,70 км².

## Демография
| Год переписи                          | Нас. |  | %±     |
| ------------------------------------- | ---- |  | ------ |
| 1920                                  | 286  |  | —      |
| 1930                                  | 347  |  | 21,3%  |
| 1940                                  | 248  |  | −28,5% |
| 1950                                  | 223  |  | −10,1% |
| 1960                                  | 187  |  | −16,1% |
| 1970                                  | 188  |  | 0,5%   |
| 1980                                  | 162  |  | −13,8% |
| 1990                                  | 142  |  | −12,3% |
| 2000                                  | 114  |  | −19,7% |
| 2010                                  | 149  |  | 30,7%  |
| 2020                                  | 119  |  | −20,1% |
| 1920–2020 Десятилетняя перепись в США |      |  |        |

Согласно переписи 2010 года, в городе проживало 149 человек в 65 домохозяйствах в составе 45 семей. Плотность населения составляла 214 человека/км². Было 84 квартиры (121/км²).
Расовый состав населения:
| - 84,6% — белых - 1,3% — коренных американцев - 10,1% — лиц других рас |

К двум или более рас принадлежало 4,0%. Доля испаноязычных составила 15,4% всего населения.
По возрастному диапазону население распределялось следующим образом: 19,5% — лица младше 18 лет, 57,0% — лица в возрасте 18-64 лет, 23,5% — лица в возрасте 65 лет и старше. Медиана возраста жителя составила 41,8 лет. На 100 человек женского пола в городе приходилось 112,9 мужчин; на 10 женщин в возрасте от 18 лет и старше — 106,9 мужчин также старше 18 лет.
Средний доход на одно домашнее хозяйство составил 47 074 доллара США (медиана — 33 750), а средний доход на одну семью — 59 288 долларов (медиана — 48 750). За чертой бедности находилось 9,4% человек, в том числе 0,0% детей в возрасте до 18 лет и 17,6% лиц в возрасте 65 лет и старше.
Гражданское трудоустроенное население составляло 59 человек. Основные отрасли занятости: сельское хозяйство, лесничество, рыбалка — 30,5%, образование, здравоохранение и социальная помощь — 27,1%, транспорт — 10,2%, розничная торговля — 6,8%.